# Gasteria barbae
Gasteria barbae és una espècie de planta suculenta que pertany a la família de les asfodelàcies. És originària de Sud-àfrica.

## Descripció
Gasteria barbae és una planta sense tija, que pot arribar a fer entre 80 i 120 mm d'alçada, de fins a 80–240 mm de diàmetre, solitària o formant fillols a la base i que forma cúmuls (3-5 caps). Les arrels són suculentes, de 3 a 4 mm de diàmetre. Les fulles, de 8 a 12 per roseta, són allargades i en forma de llança (lineal-lanceolades) a triangulars, i s'agrupen en una roseta central de fins a 120-170 mm de llargada, 22-38 mm d'amplada a la base, sovint amb forma de falç (falcada) i d'extensió ascendent, de vegades s'esdevé plana; superfície superior plana a acanalada, plana cap a la punta, de color verd fosc a verd grisenc (que es torna vermellós durant la temporada seca), densament berrugoses de color blanc en febles bandes transversals; superfície inferior convexa amb una quilla excèntrica diferent, densament berrugosa (tuberculada), les berrugues (tubercles) disposades en tènues bandes transversals. El marge foliar té petites dents blanques (denticulades). Les dents (tubercles marginals) fan entre 1,0 a 1,5 mm d'alçada. La punta de la fulla és aguda o, de vegades, amb un extrem allargat i reduït, que acaba en una punta curta i afilada. Les fulles juvenils se situen en dues files oposades (dístiques), en forma de corretja plana a ascendent i la superfície de la fulla similar a les plantes adultes. La inflorescència consisteix en un raïm senzill d'uns 270 mm de llargada, amb 18 a 26 flors de color vermell ataronjat a rosat (fins a 2-6 flors obertes al mateix temps). En obrir-se, totes les flors apunten cap a la planta (en segon lloc). El periant és cilíndric, lleugerament corbat i estirat (oblong), de 35 a 38 mm de llarg i 5 a 6 mm d'ample, lleugerament inflat a la base, les parts florals estan fusionades per la seva major longitud, excepte a la seva s'acaba. Els estams fan 28 mm de llargada; les anteres d'uns 2 × 1 mm de llarg, incloses o poc exercides. L'ovari és oblong, de 7 × 2,5 mm, verd; l'estil de 25 mm de llarg, l'estigma inclòs o poc estès, corbat cap amunt. La càpsula fructífera fa entre 18 a 30 mm de llargada i la llavor negra de 3,5 a 4,0 × 1,5 a 2,0 mm. L'època de floració és al novembre (finals de primavera).

## Distribució i hàbitat
Gasteria barbae es troba confinada als penya-segats costaners entre Robberg i Knysna, una zona escarpada coberta principalment pel bosc afrotemperat del sud, així com pels fynbos de gres d'Outeniqua del sud. Les plantes són abundants localment, confinades a penya-segats de gres àcids i pobres en minerals del Grup Table Mountain (Supergrup Cap), que creixen en esquerdes de les roques en ombra parcial fins a ple sol (a una altitud entre 50 a 150 m aproximadament). El clima és suau (sense gelades), el que representa un dels més humits del sud d'Àfrica, amb precipitacions durant tot l'any i que oscil·len entre els 800 i els 1200 mm anuals. La temperatura màxima mitjana és d'uns 20-21 °C i la mínima mitjana d'uns 12 °C.

## Ecologia
Les grans flors tubulars de color vermell ataronjat a rosat són penjants i pol·linitzades per ocells solars locals. Després de la fecundació, les càpsules maduren i es tornen erectes, on s'obren des de l'extrem. Els forts vents alliberen les llavors de les càpsules, de manera que es dispersen. Les fulles de Gasteria barbae són molt fràgils i quan es desprenen, es formaran ràpidament cal·lus i formaran noves plantetes. Aquesta propagació vegetativa s'associa sovint amb plantes suculentes que habiten als penya-segats.

## Estat de conservació
Tot i que la planta té una distribució restringida limitada als penya-segats costaners, a causa del seu recent descobriment, no ha estat inclosa a la llista vermella de plantes sud-africanes.

## Taxonomia
Gasteria barbae va ser descrita per Ernst Jacobus van Jaarsveld i publicada a CactusWorld. The Journal of the British Cactus & Succulent Society 32(4): 257, a l'any 2014.
Etimologia
Gasteria : epítet derivada de la paraula del llatí "gaster" que significa "estómac", per la forma de les seves flors en forma d'estómac.
barbae: epítet en honor de Johan Baard, on ha contribuït significativament al coneixement de la flora de Harkerville, Knysna.